# Ferrari Enzo Ferrari
Enzo Ferrari — суперкар італійського автовиробника Ferrari, який замінив собою Ferrari F50 і був виготовлений в кількості 400 машин в 2002—2004 роках.

## Історія

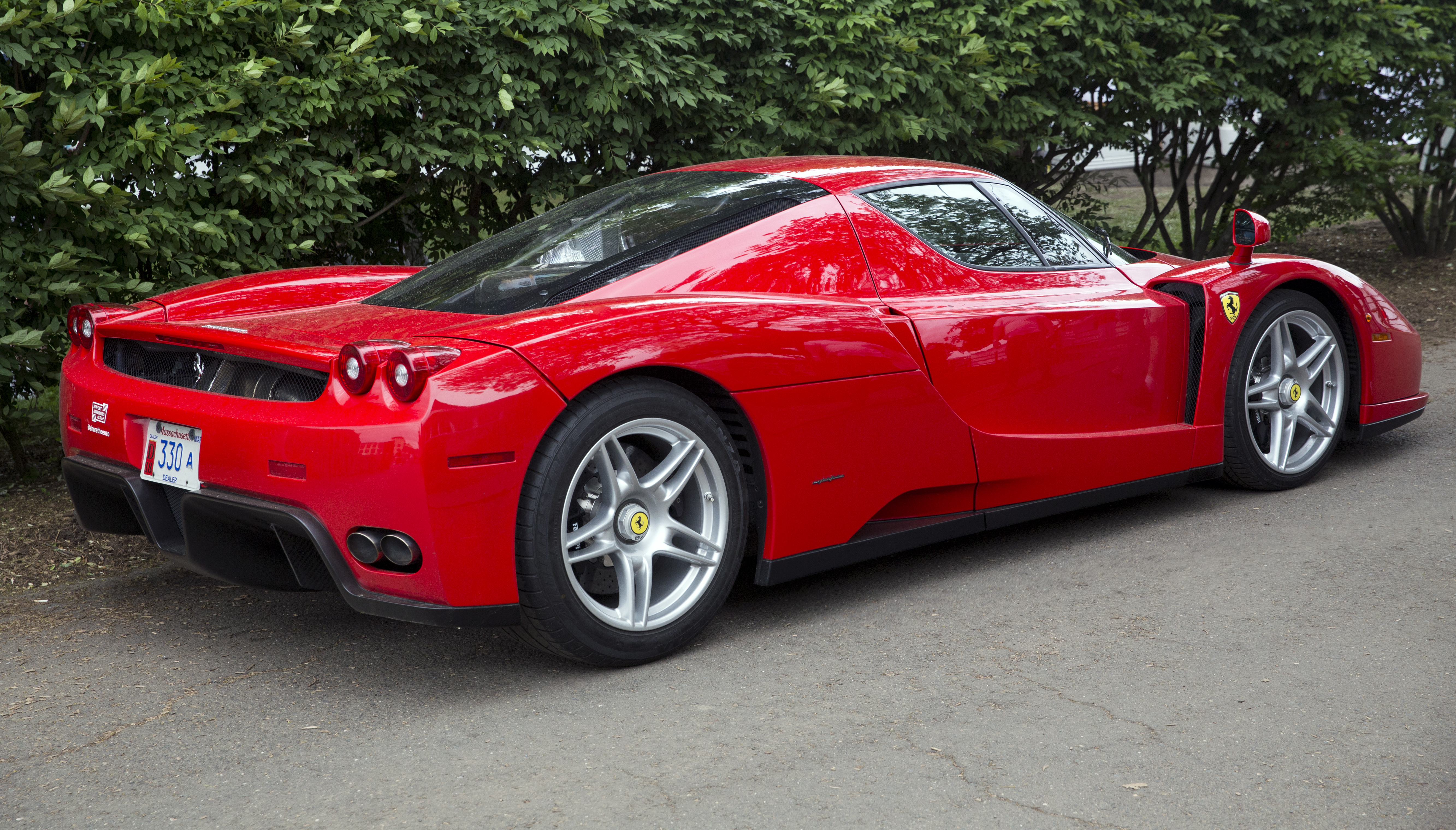
Ferrari Enzo Ferrari

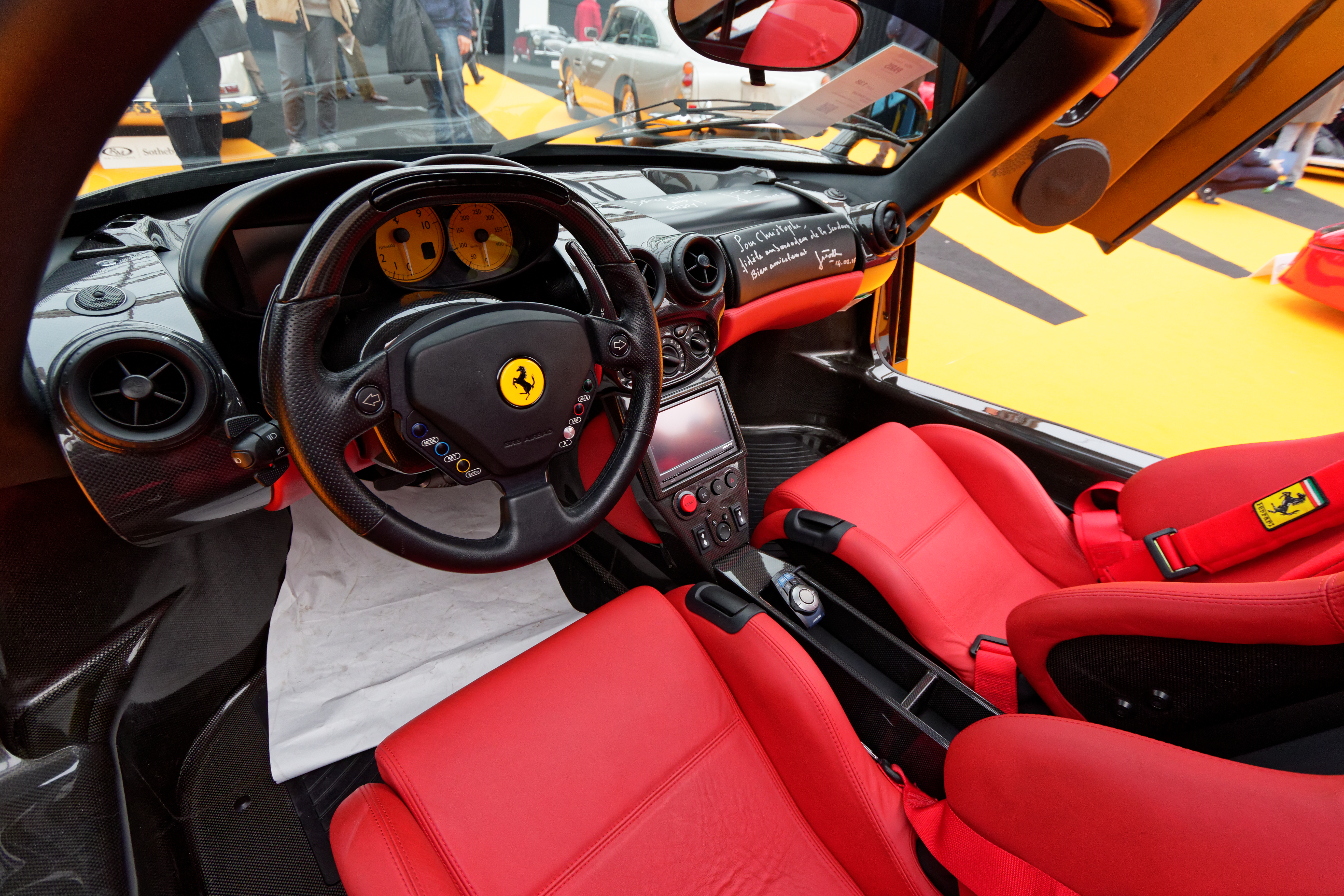

Представлений на Міжнародному автосалоні в Парижі у 2002 році. Ferrari Enzo названий на честь засновника компанії Енцо Феррарі (Enzo Ferrari). Цей автомобіль називають F60, що є помилкою, тому що вперше його репрезентували у 2002 році (тим не менш виробництво розпочалося у 2003 році — через 6 років після презентації F50). Також компанія планувала представити цю нову модель Ferrari у 2007 році, яка цього разу мала отримати назву F60, але плани змінилися.
Автомобіль був протестований на італійському овальному треку в Нардо, де він досягнув швидкості 355 км/год, що становить на 5 км/год вище, ніж повідомив виробник. Таким чином Enzo став п'ятим після Bugatti Veyron 16.4 (407 км/год), Koenigsegg CCR (388 км/год), McLaren F1 (386,7 км/год) та Brabus Rocket S (360,5 км/год) найшвидшим автомобілем, які тестувалися на цьому треку.

## Загальні характеристики
Двигун Ferrari Enzo - бензиновий V-подібний 12 циліндровий, атмосферний, об'ємом 5998 см3, встановлений подовжньо перед задньою віссю. Кут розвалу між циліндрами 65 градусів. Має 4 клапани на кожен циліндр. Діаметр поршня 92 мм, хід поршня 75,2 мм, ступінь стиску 11.2:1. 
Потужність двигуна 660 к.с. (492,2 кВт) при 7800 об/хв., Крутний момент 657,57 Нм при 5500 об/хв. Червона зона тахометра починається з 8200 об/хв. 